# Alto Trek
Alto Trek — компьютерная игра, которую разработали Джин Болл и Рик Рашид для Xerox Alto, будучи аспирантами в Рочестерском университете в конце 1970-х годов. Это одна из первых сетевых многопользовательских игр.
Alto Trek — многопользовательская игра во вселенной «Звёздного пути», где каждый игрок использует свои рабочие станции Альто для управления звездолётом. Цель игры — уничтожить противника, при этом не дав уничтожить себя. Игрок может играть за клингонов, ромуланцев или землян. В игру можно играть одним игроком, но тогда не будет противника для уничтожения.
Нет центрального сервера, который поддерживает состояние игры. Каждый Альто «мультивещает» свою игровую информацию в общий Ethernet, к которому должны быть подключены все игроки. «Мультивещательный» адрес, по которому происходит соединение, является функцией числа звёздных систем в игре (см. руководство).
Руководство для версии 2.1 датируется августом 1979 года. Его авторами являются Аллен Уэллс, Боб Болдуин и Стив Квортермен. Это подтверждает, что основным автором игры был Болл.
Примерно в 1997 году, будучи вице-президентом Майкрософт, Рашид начал делать ремейк игры, чтобы научиться использованию API программирования DirectX. Это привело к разработке Microsoft Allegiance.